# Харольд здесь
«Харольд здесь» (норв. Her er Harold) — норвежский фильм 2014 года о продавце мебели, который становится банкротом после открытия в городе IKEA. Фильм основан на романе Фроде Гриттена Saganatt (2011). Проект был спродюсирован норвежским продюсером Марией Экерховд из Mer Film, совместно со шведской Migma Film и SF Norge. Фильм входил в программы Мюнхенского кинофестиваля (2015), Скандинавского кинофестиваля в Австралии, кинофестиваля в Милл-Уэлли, неделе норвежского кино в Москве, международном кинофестивале в Сан-Паулу.

## Сюжет
В норвежском городе Эсен открывается большой магазин IKEA, и местный мебельщик Харольд теряет заказы. Через полгода он вынужден закрыть свой магазин, его жена умирает (она болела болезнью Альцгеймера). Харольд пытается покончить жизнь самоубийством, устроив пожар в магазине, однако успевает уйти, когда включается противопожарная система. Сначала он посещает своего сына Иана в Осло, который потерял работу и находится в плохих отношениях с женой, довольно быстро он решает уехать. В качестве мести за свою испорченную жизнь Харольд хочет похитить основателя IKEA Ингвара Кампрада. Для этого он отправляется в Эльмхульт, небольшую деревню в Швеции, где была открыта первая IKEA. Там он встречает семнадцатилетнюю девушку Эббу, которая пытается уйти из дому из-за отношений с матерью. Она поддерживает Харольда.
Случайно в машину Харольда подсаживается Ингвар Кампрад, который просит довести его до магазина, так как у него сломалась машина. Харольд похищает бизнесмена и сначала держит его у себя в номере, потом вместе с Эббой они отвозят его в трейлер в лесу. Продержав некоторое время в заложниках Кампрада, Харольд отпускает его, а сам возвращает Эббу домой. На обратном пути оказывается, что Кампрад спрятался у него в машине, и они едут в местный магазин мебели. Там Харольд останавливает Кампрада от сожжения его магазина. Затем основатель компании ложится спать на кровати в магазине, а Харольд возвращается к своему сыну в Осло.

## Актёры
| Актёр           | Роль           |
| --------------- | -------------- |
| Бьорн Гранат    | Ингвар Кампрад |
| Бьорн Сундквист | Харольд        |
| Фанни Кеттер    | Эбба           |
| Видар Магнуссен | Иан            |
| Грет Селиус     | Марни          |

## Отзывы и критика
Фильм ставится критиком из Cinemascandinavia в ряд норвежских чёрных комедий последних лет, в которых норвежцы сражаются против внешних обидчиков (например, «Дурацкое дело нехитрое»). Он также отмечает, что сценарий полностью не следует классическим схемам фильмов — захват основателя IKEA происходит в первые полчаса фильма. Критик высоко оценил игру актёров и связь между тремя главными героями.